# Daniel Flieger
Daniel Flieger (* 1981 in Leipzig) ist ein deutscher Schauspieler.

## Leben
Daniel Flieger absolvierte seine schauspielerische Ausbildung von 2003 bis 2007 an der Essener Folkwang Universität der Künste. Engagements führten ihn bis heute an die Schauspielhäuser in Düsseldorf und Bochum, das Essener Grillo-Theater, die Theater in Oberhausen, Magdeburg, Kiel und Augsburg sowie in Hamburg an das Thalia Theater und das Ernst-Deutsch-Theater.
Flieger spielte unter anderem die Titelrolle in Johann Wolfgang von Goethes Leiden des jungen Werthers, er war Claudio in der Shakespeare-Komödie Viel Lärm um nichts, Schweizer in Friedrich Schillers Räuber oder Reiting in Die Verwirrungen des Zöglings Törleß nach dem gleichnamigen Roman von Robert Musil.
Seit 2008 arbeitet Daniel Flieger auch vor der Kamera, war in einigen Kinoproduktionen zu sehen sowie als Gastdarsteller in verschiedenen Serien.

## Filmografie (Auswahl)
- 2005: Wanja gehen (Kurzfilm)
- 2008: Sommer
- 2008: Mord mit Aussicht – Ausgerechnet Eifel
- 2008: Eine wie keiner
- 2008: Hardcover
- 2009: Tatort – Höllenfahrt
- 2009: Unter Bauern – Retter in der Nacht
- 2009: SOKO Köln – Familienglück
- 2010: Die letzten 30 Jahre
- 2011: Pastewka – Die Alarmanlage
- 2012: Ruhm
- 2012: Marie Brand und die falsche Frau
- 2013: SOKO Wismar – Als der Fremde kam
- 2013: Morden im Norden – Die alte Wippe
- 2015: Der Alte – Die Gunst der Stunde
- 2016: Ein Fall von Liebe – Glaube und Zweifel
- 2016: Polizeiruf 110 – Wölfe
- 2016: Böse Wetter – Das Geheimnis der Vergangenheit
- 2016: SOKO Wismar – Ein Kraut für alle Fälle
- 2016: Dinky Sinky
- 2016: Herzblut. Ein Kluftingerkrimi
- 2016: SOKO Köln – Der Mann mit der Geige
- 2017: SOKO Leipzig – Einmal im Leben
- 2017: Kommissarin Lucas – Familiengeheimnis
- 2017: Magical Mystery oder: Die Rückkehr des Karl Schmidt
- 2017: Tatort – Hardcore
- 2020: Freund oder Feind. Ein Krimi aus Passau (Fernsehreihe)